# Julia och nattpappan
Julia och nattpappan är en svensk familjeserie i åtta avsnitt från 1971 av Stellan Olsson och Maria Gripe. Serien är baserad på Gripes böcker Nattpappan och Julias hus och nattpappan, där den senare tillkom parallellt med serien, och publicerades efter TV-visningen.

## Handling
Serien handlar om flickan Julia (Mona Eng), som bor med sin ensamstående mamma (Siv Sommelius) och två katter i en gammal och rivningshotad patriciervilla i en liten stad i Skåne, i närheten av Kullaberg. Mamman arbetar som nattsköterska på stadens lasarett och Julia ska därför få en barnvakt om nätterna. Julia anser sig dock vara stor och vill i början inte alls ha någon barnvakt, men trots detta kommer studenten Peter (Peter Schildt) hem till henne. Han kallar sig "nattpappa" (i motsats till en dagmamma) och har med sig den afrikanska tornugglan Smuggel. Julia och Peter blir mycket goda vänner och serien handlar om deras upplevelser tillsammans. Julia kommer också i kontakt med en konstnär (Nils Ingvar Nilsson), som tecknar av rivningshotade byggnader i staden, och efter hand växer en plan fram för hur de tre tillsammans skall kunna rädda villan och omvandla den till ett allaktivitetshus. Men Julia blir även mobbad och retad av klasskamrater som tror att nattpappan bara är ett påhitt för att hon ska verka märkvärdig.

## Om serien
Seriens regissör var Stellan Olsson, som skrev manuset tillsammans med Maria Gripe. Producent var Jeanette von Heidenstam. Inspelningen ägde huvudsakligen rum i Ängelholm. Där filmade man bland annat i den numera rivna så kallade Willan på Åsbogatan – Olssons eget hem vid tidpunkten för inspelningen  – och i ruinen efter nöjesetablissementet Thorslund i hembygdsparken, förstört i en brand 1971. Inspelning skedde även på Kullaberg.
Originalmusiken till tv-serien skrevs av Arne Olsson och framfördes av hans grupp Vieux Carré. I den avslutande episoden framförs ett par kompositioner från gruppens album Påminnelser från Olsson och grabbarna, inspelat i maj 1971. År 1972 utgavs barnskivan Julia och nattpappan (Silence SRS 4613), på vilken mycket av musiken kan höras jämte nyinspelad dialog mellan Julia och Peter.
Serien består av åtta halvtimmesavsnitt och visades första gången i SR TV1 under tiden 20 november 1971 – 8 januari 1972 med repris under tiden 6 april – 25 maj 1975. Serien lades 2014 ut i SVT:s Öppet arkiv.